# Mosia nigrescens
Mosia nigrescens là một loài động vật có vú trong họ Dơi bao, bộ Dơi. Loài này được Gray mô tả năm 1843.

## Hình ảnh

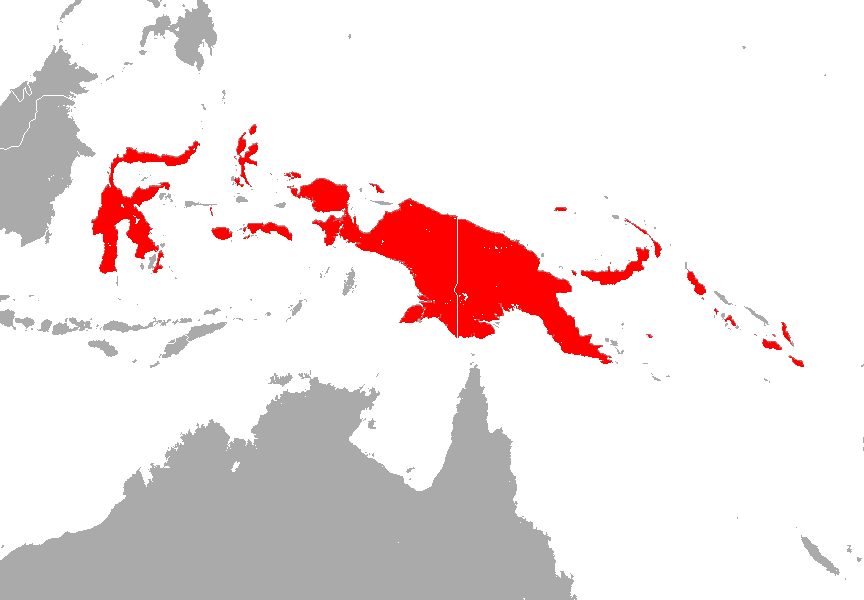